# Dulanggouïta
La dulanggouïta és un mineral de la sulfurs.

## Característiques
La dulanggouïta és un sulfur de fórmula química Bi₆Te₃. Va ser aprovada com a espècie vàlida per l'Associació Mineralògica Internacional en el mes de gener de l'any 2025, i encara resta pendent de publicació. Cristal·litza en el sistema trigonal.
L'exemplar que va servir per a determinar l'espècie, el que es coneix com a material tipus, es troba conservat a les col·leccions del Museu Geològic de la Xina, a Pequín (República Popular de la Xina), amb el número de catàleg: GMCTM2024009.

## Formació i jaciments
Va ser descoberta al dipòsit d'or de Dulanggou, al comtat de Danba, a uns 250 km a l'oest de Chengdu (Sichuan, República Popular de la Xina). Aquest indret és l'únic de tot el planeta on ha estat descrita aquesta espècie mineral.